# Ананьин, Егор Фёдорович
Егор Фёдорович Ананьин (1924—1989) — советский строитель, бригадир штукатуров, Герой Социалистического Труда (1966), Почётный гражданин города Пензы (1972).

## Биография
Егор Фёдорович Ананьин родился 24 апреля 1924 года в селе Верхний Шкафт Городищенского уезда Пензенской губернии (ныне — Городищенского района Пензенской области).
В 1941 году приехал в Пензу, поступил в школу фабрично-заводского ученичества (ФЗУ), чтобы выучиться на штукатура. После окончания ФЗУ был направлен в термический цех Пензенского велозавода калильщиком (шла война и профессия штукатура, как и вся строительная отрасль, временно не была актуальна).
С октября 1942 года — в рядах Красной армии, участник Великой Отечественной войны, рядовой. Зенитчик, наводчик орудия. Участвовал в боевых действиях на территории СССР, Болгарии, Румынии, Австрии. Был ранен, лечился в госпитале. Награждён медалями «За боевые заслуги» и «За победу над Германией в Великой Отечественной войне 1941—1945 годов».
После демобилизации из рядов Красной армии (1945) вернулся в родное село Верхний Шкафт, где работал до 1951 года.
С 1951 года работал плотником, штукатуром в строительном тресте № 48 г. Пензы. В 1953 году ему поручили сформировать бригаду. С 1954 года стал бригадиром штукатуров строительно-монтажного треста «Жилстрой» (г. Пенза). Бригада Ананьина участвовала в строительстве сотен зданий на территории г. Пензы. Е. Ф. Ананьин и его коллеги по бригаде первыми в тресте «Жилстрой» выступили инициаторами работы с паспортами гарантийного качества.

Памятник на могиле Егора Ананьина

Указом Президиума Верховного Совета СССР от 11 августа 1966 года «за выдающиеся успехи, достигнутые в выполнении и заданий семилетнего плана по капитальному строительству» Егору Фёдоровичу Ананьину — бригадиру штукатуров управления «Отделстрой» треста «Жилстрой» Пензенской области было присвоено звание Героя Социалистического Труда с вручением ордена Ленина и золотой медали «Серп и Молот».
Бригадой штукатуров строительно-монтажного треста «Жилстрой» руководил до 1987 года.
Был членом КПСС с 1954 года, делегатом XXIII съезда КПСС (1966).
Неоднократно избирался депутатом Пензенского городского и областного Советов депутатов трудящихся. Был членом Пензенского областного совета профсоюзов (облсовпрофа), член бюро управления отделочных работ (УОР).
После выхода на пенсию (1987) жил в г. Пензе. Скончался 10 февраля 1989 года.
Похоронен на Новозападном кладбище города Пензы.

## Награды и звания
- Герой Социалистического Труда (11 августа 1966).
- орден Ленина (11 августа 1966).
- орден Октябрьской Революции (17 мая 1977).
- медаль «За боевые заслуги».
- медаль «За победу над Германией в Великой Отечественной войне 1941—1945 годов».
- Почётное звание «Заслуженный строитель РСФСР» (1966).
- Лауреат премии Советских профсоюзов (1983).
- Золотой знак ЦК ВЛКСМ «Наставник молодёжи» (май 1974).
- Почётный гражданин города Пензы (8 февраля 1972).

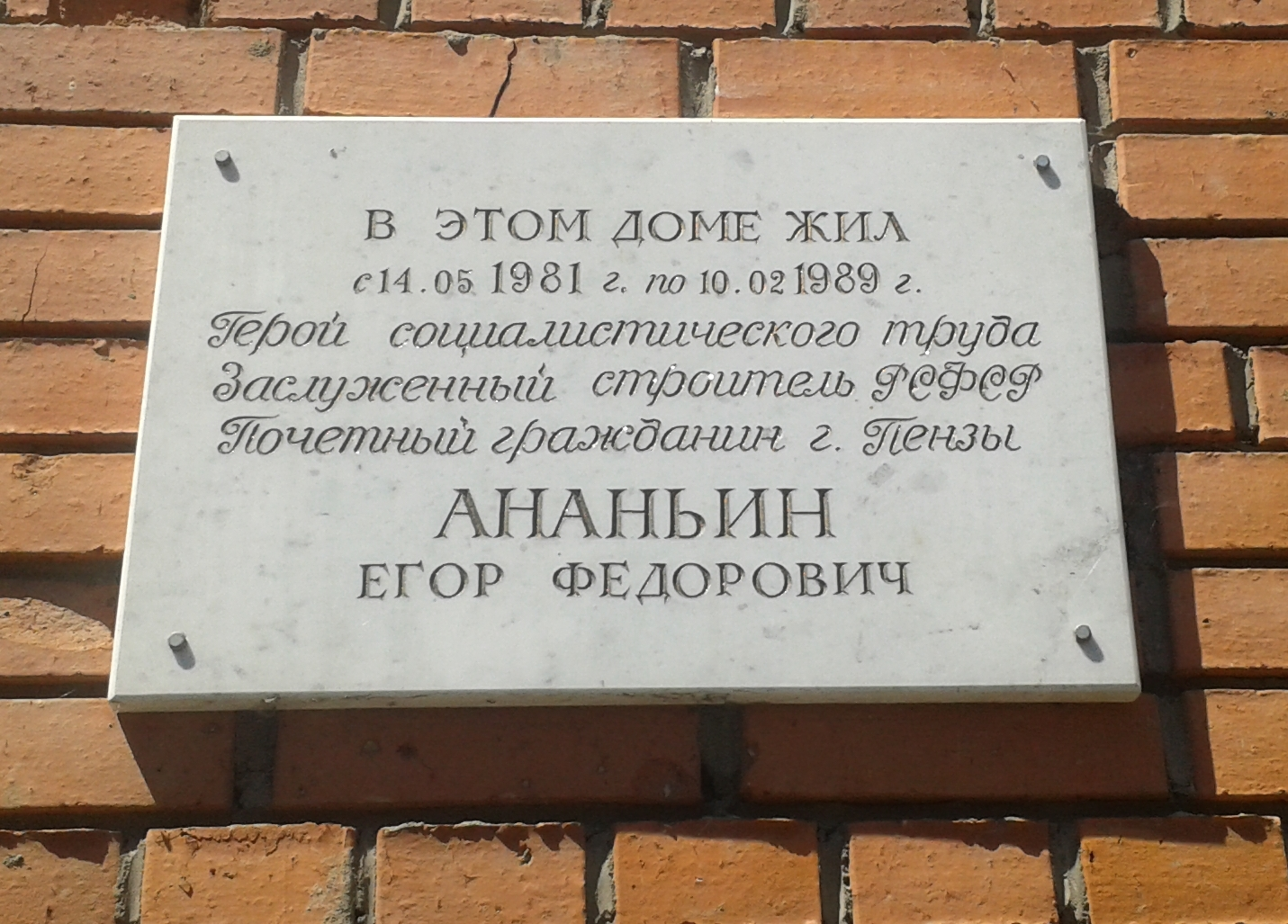
Мемориальная доска Е. Ф. Ананьину

## Увековечение памяти
В Пензе на жилом доме по улице Урицкого, 18, в котором с 14 мая 1981 года по 10 февраля 1989 года проживал Егор Фёдорович Ананьин, установлена посвящённая ему мемориальная доска.